# Cryptocentroides arabicus
Cryptocentroides arabicus é uma espécie de peixe da família Gobiidae e da ordem Perciformes.

## Morfologia
- Os machos podem atingir 13,5 cm de comprimento total.[4][5]

## Habitat
É um peixe marítimo, de clima tropical e demersal.

## Distribuição geográfica
É encontrado no Oceano Índico ocidental: desde o Mar Vermelho até ao Golfo Pérsico.

## Observações
É inofensivo para os humanos.